# Liste der Nummer-eins-Hits in Frankreich (1990)
Diese Liste enthält alle Nummer-eins-Hits in Frankreich im Jahr 1990. Es gab in diesem Jahr elf Nummer-eins-Singles und zehn Nummer-eins-Alben.
| Singles | Alben |
| --- | --- |
| - Roch Voisine – Hélène - 9 Wochen (3. Dezember 1989 – 31. Januar 1990, insgesamt 11 Wochen) - François Feldman – Les valses de Vienne - 4 Wochen (1. Februar – 28. Februar, insgesamt 5 Wochen) - Roch Voisine – Hélène - 2 Wochen (1. März – 14. März, insgesamt 11 Wochen) - François Feldman – Les valses de Vienne - 1 Woche (15. März – 21. März, insgesamt 5 Wochen) - Jimmy Somerville – You Make Me Feel Mighty Real - 1 Woche (22. März – 28. März) - Les Vagabonds – Les temps des yéyés - 2 Wochen (29. März – 11. April, insgesamt 5 Wochen) - The Christians – Words - 1 Woche (12. April – 18. April, insgesamt 2 Wochen) - Les Vagabonds – Les temps des yéyés - 2 Wochen (19. April – 2. Mai, insgesamt 5 Wochen) - Elton John – Sacrifice - 1 Woche (3. Mai – 9. Mai, insgesamt 4 Wochen) - Les Vagabonds – Les temps des yéyés - 1 Woche (10. Mai – 16. Mai, insgesamt 5 Wochen) - The Christians – Words - 2 Wochen (17. Mai – 30. Mai, insgesamt 2 Wochen) - Elton John – Sacrifice - 3 Wochen (31. Mai – 20. Juni, insgesamt 4 Wochen) - Lagaf' – Bo le lavabo (WC Kiss) - 1 Woche (21. Juni – 27. Juni) - Zouk Machine – Maldòn - 8 Wochen (28. Juni – 15. August) - Charles D. Lewis – Soca Dance - 6 Wochen (16. August – 26. September) - UB40 – Kingston Town - 3 Wochen (27. September – 17. Oktober, insgesamt 6 Wochen) - Mecano – Une femme avec une femme - 1 Woche (18. Oktober – 24. Oktober, insgesamt 8 Wochen) - UB40 – Kingston Town - 3 Wochen (25. Oktober – 14. November, insgesamt 6 Wochen) - Mecano – Une femme avec une femme - 7 Wochen (15. November 1990 – 10. Januar 1991, insgesamt 8 Wochen) | - Phil Collins – ...But Seriously - 5 Wochen (17. Dezember 1989 – 17. Januar 1990, insgesamt 7 Wochen; → 1989) - Jive Bunny & The Mastermixers – The Album - 2 Wochen (18. Januar – 31. Januar) - Phil Collins – ...But Seriously - 2 Wochen (1. Februar – 14. Februar, insgesamt 7 Wochen) - Daniel Balavoine – Balavoine - 10 Wochen (15. Februar – 25. April) - Depeche Mode – Violator - 4 Wochen (26. April – 23. Mai) - Patricia Kaas – Scène de vie - 10 Wochen (24. Mai – 1. August) - Zouk Machine – Maldon - 4 Wochen (2. August – 29. August) - The Police – The Singles - 2 Wochen (30. August – 12. September) - Charles D. Lewis – Soca Dance - 4 Wochen (13. September – 10. Oktober) - Roch Voisine – Hélène - 2 Wochen (11. Oktober – 24. Oktober) - Patrick Bruel – Alors regarde - 10 Wochen (25. Oktober 1990 – 3. Januar 1991, insgesamt 16 Wochen; → 1991) |